# Dirk den Hartog
D.T. (Dirk) den Hartog (ca. 1942) is een Nederlands politicus van de PvdA.
Hij was wethouder in Egmond voordat hij in februari 1987 benoemd werd tot waarnemend burgemeester van Zeevang. Toen duidelijk werd dat Zeevang niet te maken zou krijgen met een gemeentelijke herindeling, werd hij begin 1991 de kroonbenoemde burgemeester van die gemeente. Na daar ruim 18 jaar (waarnemend) burgemeester te zijn geweest, ging Den Hartog op 1 juni 2005 vervroegd met pensioen.